# DCU (テレビドラマ)
『DCU』（ディーシーユー）は、2022年1月16日から3月20日までTBS系列「日曜劇場」枠で放送されたテレビドラマ。主演は阿部寛。

## 概要
海上保安庁に新設された水中事件や事故の捜査を行う架空のエキスパート集団DCU（Deep Crime Unit、潜水特殊捜査隊）が、従来の海上水域だけでなく、警察の捜査では困難な「危険極まりない日本全国の河川や湖」など、あらゆる水中に潜り隠された証拠を探し「水中未解決事件」を解決する活躍を描くミステリー。
本作品は海上保安庁全面協力のもと、ハリウッドなどで製作活動を行っているイスラエルのメディア会社・ケシェット・インターナショナルと、カナダを中心にコンテンツ製作を行っているファセット4メディアとTBSテレビの共同制作で描かれる。

## あらすじ
四方を海に囲まれている日本。そんな日本では海や湖などに死体を遺棄する事件などが多数発生し警察の捜査が困難な現場が数多く有り、難事件となっている。そこで海上保安庁は、水の中の犯罪を解くエキスパート集団を結成した。それが海上保安庁潜水特殊捜査隊DCU（Deep Crime Unit）である。彼らの任務はあらゆる付近の陸を含む水場で発生する事件の捜査や救助活動、密漁の阻止やテロ対策、外敵からの防衛である。
隊長は50歳になる新名正義。メンバーには元特殊救難隊や新名に命を救われた瀬能陽生など海保のエリートが多数在籍している。そんなDCUが発足と同時に捜査に向かったのが群馬県のダム湖。数日前の大型台風によってダムの水流が変わり、白骨化した頭蓋骨の破片が発見された。水深100メートルのダム湖で警察では手が出せない現場を潜水捜査すると、そこには思いもよらない景色が広がっていたのだった。

## キャスト

### 海上保安庁

#### 潜水特殊捜査隊（DCU）
海上保安庁に新設された水中事件や事故の捜査を行うスペシャリスト集団。略称：DCU（Deep Crime Unit）。
司法警察権が行使されるエリアが限定されない日本初の特別司法警察職員の権限を有している。
新名正義（にいな まさよし）三等海上保安監〈50〉
演 - 阿部寛
本作の主人公。DCU第一機動部隊の隊長。目的を達成するためなら手段を選ばず、いかなる状況においても事件解決を目指す。
後述の事故により孤児となってしまった瀬能少年に父である瀬能博士に代わって水泳を教え、「海上保安官になる」という夢を与えた。
高圧的な態度で勝手に方針を決めることも多いため、西野をはじめ一部メンバーからは快く思われておらず、他組織との亀裂も生じやすい。
第3話では1人で勝手に領海を越えて捜査を続けた末に殉職した隆子の責任を取る形でDCU隊長から外されるが、続く第4話で佐久間から捜査の許可をもらい、事件を解決したことによって隊長に復帰する。
瀬能陽生（せのう はるき）一等海上保安士〈25〉
演 - 横浜流星（10歳時：岩川晴、中学時代：勅使河原空）
DCU第一部隊のダイバー。新名のバディ。2006年、10歳の時に海難事故に遭遇。新名と淳によって海から救出されるも両親を亡くし、以来天涯孤独となってしまう。
その後、新名に水泳を教わったことを機に海上保安官という夢を持ち、学生時代は水泳部に所属していた。
ダイバーとしての実力はDCUの中でもトップクラスだが、幼少期の事故が原因でPTSD（心的外傷後ストレス障害）に陥っており、それに気づいていた新名に、水域での活動を遠ざけられていた。しかし、真鍋が証拠品である隆子のスマホを投げ捨てた際に、恐怖を乗り越えて海に飛び込み、トラウマを克服する。
新名のことを命の恩人として尊敬しているが、その当時の記憶を全く覚えていなかった。第1話で海難事故の記憶を断片的に思い出し、その記憶が「新名が淳を裏切った」というものだったことから彼に疑念の目を向けるようになる。しかし、行動を共にしていくうちに新名の正義感を目の当たりにしていき、曖昧な記憶との中で葛藤する。
短気で感情的になりやすい部分があり、新名や西野と対立することも多い。
成合隆子（なりあい たかこ）三等海上保安正〈享年34〉
演 - 中村アン
DCU第一部隊のダイバー。淳の妹にして海上保安庁初の女性ダイバーで、DCUの紅一点。
真っ直ぐかつ明るい性格で、衝突が多いDCUの潤滑油的な存在。
ジョアン・ロペス（ロドリゴ・サンチェス）を漁港に送り届けている間に証拠品を盗まれ逃亡を許してしまったことに責任を感じ、挽回すべく単独で捜査を行う。捜査によりロペスが国外逃亡を図っていたことに気づき、船で逃亡する彼を追跡するが、倒れているロペスを発見した直後に自身も船に潜伏していた真鍋に背後から刃物で刺され、瀬能によって遺体となって発見された（殉職）。司法解剖の結果、左胸部を鋭利な刃物で深くひと突きされ失血、即死したことが判明した。
捜査と並行してリブリーザー試験を受けており、合格したことが殉職した後にDCUメンバーに伝えられた。
15年前に死亡していたはずの兄が実は生きていたことを捜査の過程で知り、ロペスのスマホに写っていた淳の姿を自分のスマホで撮影していたことがのちにDCUでの解析にて判明した。
大友裕也（おおとも ゆうや）一等海上保安士〈29〉
演 - 有輝（土佐兄弟）
DCU第一部隊のダイバーで、特殊救難隊出身。同じ特救隊であった西野に憧れている。航海士なため、船にも詳しい。
森田七雄（もりた ななお）一等海上保安士〈31〉
演 - 岡崎体育
DCU第一部隊のダイバー。お調子者で、DCUのムードメーカー的存在。水中ドローンなどメカの捜査に長けている。
父が同級生である早川に推薦を頼み込み、海上保安官となった。
西野斗真（にしの とうま）一等海上保安正〈36〉
演 - 高橋光臣
DCU第一部隊の副隊長で、新名不在時には隊長代理として指揮を執る。特殊救難隊元隊長。裏で早川に新名の監視を命じられていた。
新名のやり方に対して隊長に相応しくないと感じ、事あるごとに衝突している。しかし、15年前の事件の詳細と新名が隠していた事実を新名本人から話され、「自分には淳と瀬能博士の真実を知るために信頼出来るバディが必要」と彼に言われたことをきっかけに徐々に考えを改め、新名の監視もやめることを決意する。
神田瑠璃（かんだ るり）一等海上保安士〈28〉
演 - 趣里
DCUサイバー班の職員。AIを駆使し捜査のサポートを行う他、破損した基盤の修復も得意とする。
第3話で殉職した隆子の代わりとして第4話からDCU第一機動部隊に入隊する。
新名からの信頼も篤く、15年前の事件を新名や西野と共に極秘で調べる。
北川皆平（きたがわ かいへい）二等海上保安士
演 - 髙橋颯（WATWING）
DCUサイバー班の職員。神田の部下。
黒江真子（くろえ まこ）二等海上保安正〈40〉
演 - 市川実日子
DCU科学捜査班の班長。新名の妻で、以前は淳と付き合っていた。

#### その他の海上保安庁職員
早川守（はやかわ まもる）次長
演 - 春風亭昇太
常軌を逸脱した新名のやり方を快く思っておらず、西野に監視を命じる。
佐久間雄二（さくま ゆうじ）一等海上保安監（甲）
演 - 佃典彦
警備救難部 部長。新名を一人前へと育て上げた。DCUの発案者。しかしその裏では新名たちを騙してブラックバタフライと繋がり、自動航行システムの情報を漏洩させていたと同時に成合隆子殺害事件の真犯人（黒幕）でもあった。最終的には淳を裏切り新名と共に殺害し車で逃亡しようとするが、新名に追い詰められ、両手に手錠をかけられた挙句に逮捕され、鉄拳制裁を受けた。
成合淳（なりあい あつし）三等海上保安正
演 - 吉川晃司
第三管区海上保安部警備救難部所属。新名の元バディで、隆子の兄。
15年前、ある事故の調査中に不慮の爆発に巻き込まれ、そのまま溺れて「死亡」したものと思われていた。しかし、隆子の死後に真鍋が海に投げ捨て水没した隆子のスマホを解析したところ、ロペスのスマホの画面を撮った写真に写っており、実は「生存」していたことが判明。ロペスと15年前から繋がっていた可能性があり、テロリストでもある可能性も浮上した。佐久間と繋がっており海保のセーフルームに侵入し、自動航行システムのデータを盗み逃亡。最後に佐久間から瀬能の鍵を渡される予定が裏切られ、新名と共に海保のプールに沈められるが、新名によって救助され、共に佐久間を追い詰める。その後、佐久間が新名に向かって投げた鍵を奪い、最終的に新名に偽物を渡して逃亡した。

### 警視庁
清水健治（しみず けんじ）
演 - 山崎育三郎
公安部公安第一課の刑事。DCUと対立しているが、新名の実力は認めている。オネエ言葉で話す。
青山薫（あおやま かおる）
演 - 吉田涼哉
公安部公安第一課の刑事。清水とコンビを組む。

### 東都重工 海洋研究所
瀬能陽一（せのう よういち）
演 - 西尾浩行
瀬能の父。15年前、海保の自動航行システム情報漏洩時に関わっていた人物。新名は、彼がブラックバタフライに情報漏洩していたと疑っていたが、実際は東都重工社長の楢原が漏洩していたのを告発しようとしていた。しかし、そのことがバレ、船から幼き息子を投げた直後、爆発に巻き込まれ帰らぬ人となった。

### ゲスト

#### 第1話
小山内正一（おさない しょういち）
演 - 中村芝翫
京国建設社長。
若林朱里（わかばやし あかり）
演 - 高梨臨
京国建設の会社社長秘書。
野田浩正（のだ ひろまさ）
演 - 宮野真守
老舗釜飯屋「野田食堂」の一人息子で京国建設の元社員。ダムの底に沈んだ野田食堂の釜から遺体で発見された。
野田大吾（のだ だいご）
演 - 誠直也
老舗釜飯屋「野田食堂」の主人で浩正の父。
毛利新（もうり はじめ）
演 - ヨシダ朝
失踪した京国建設元社長。実は事件の5年前に浩正のパスポートを使いロシアに逃亡していた。

#### 第2話
坂東秀喜（ばんどう ひでき）
演 - 梶原善
北能登署強行犯係の刑事。岡部の密漁を知りながら黙認し、島田に密漁がバレた岡部が島田を殺したが、その犯人を島田の下で働いている技能実習生のサンチェスに仕立て上げた。最終的に全てがバレ、管理官に逮捕される。
岡部正三（おかべ しょうぞう）
演 - 古田敦也
北能登の市議会議員。坂東の悪事が全てバレてから、密漁と島田殺害の罪で逮捕された。
島田龍平
演 - 須田邦裕
密漁者と戦う地元漁師のリーダー。遺体で発見された。
ロドリゴ・サンチェス / ジョアン・ロペス
演 - フェルナンデス直行（第3話、第4話）
島田の下で働いていた技能実習生。島田殺害の疑いがかかっていたがその後無実となり釈放。しかし隆子と共に行動中に突如逃亡、海保を爆破するかのように見せかけ船で国外逃亡を図るが、何者かに刺され死亡した。その後被疑者死亡のまま書類送検となった。国際テロ組織ブラックバタフライの一員。
福寺
演 - 大石継太（第3話）
北能登署管理官。
マリア・シルバ
演 - エレナ・アレジ・後藤（第3話、第4話）
DCUが能登半島の漁港で発生した殺人事件の犯人を捜している中、捜査線上に浮上。その後、サンチェスことロペスの共犯であることがバレると途端にいきなり隆子に掴みかかり、隆子に手錠をかけられ公務執行妨害の現行犯で逮捕される。

#### 第3話
柳田
演 - 野添義弘
漁師。島田の先輩。

#### 第4話
真鍋宗雄（まなべ むねお）
演 - 角田晃広（東京03）
北陸中央医科大学・法医学教授。ロペスと隆子の司法解剖を行った。佐久間にメールなどで命令され、ロペスの船に潜伏して隆子を殺害する実行犯である。その後、証拠隠滅を図ろうと隆子のスマホを海に投げ捨て水没させたところを新名が発見、瀬能に半殺しにされそうになるが新名に制止され、隆子の遺品である手錠を使い殺人容疑で逮捕した。
月島秀樹（つきしま ひでき）
演 - 六角精児
潜水機器メーカー・アクアディープ営業課代表取締役。2年前の水難事故を捜査中に捜査線上に浮上。真鍋に頼まれロッカーに現れたところを新名によって、左手に手錠をかけられコンテナのパイプに繋がれた状態で逮捕された。

#### 第5話
中林守（なかばやし まもる）
演 - 藤井流星（ジャニーズWEST）
瀬能の学生時代の水泳部の先輩で、サーフショップのオーナー。危険ドラッグ密売人の主要人物であり、新名と瀬能に捜査協力をすると見せかけさらに瀬能の腕時計に盗聴器を仕込み行動を全て把握していた。拉致した新名を殺害しようとしたが、アジトに突入した公安と麻薬取締部に確保され、瀬能に監禁の現行犯で逮捕される。
日村翔平
演 - 栁俊太郎
息子を誘拐された国土交通省副大臣の秘書。
木下裕司
演 - 三浦獠太
国土交通省副大臣の長男。自ら危険ドラッグに手を出しており、密売人たちに誘拐される。その後救出されたが、日村に対して言い散らす。
小松
演 - 本郷弦
海上保安庁職員。木下裕司の捜索にあたる。
神崎紘一
演 - 湯田昌次
厚生労働省麻薬取締官。

#### 第6話
木見一郎（きみ いちろう）
演 - 加藤雅也
水族館で泳ぐ魚の捕獲、輸送、飼育方法などをコーディネートするサプライヤー。
根岸那由（ねぎし なゆ）
演 - 明日海りお（第7話）
不審な動きを見せる水族館プロデューサー。
高田和美
演 - 原田佳奈
「日本アクリル」勤務の水槽デザイナーで木見一郎の婚約者。溺死体で発見される。

#### 第7話
玉井千英
演 - 鷲見玲奈
病気の息子を抱えるシングルマザー。大友の元カノでもある。
根岸亜紀
演 - 小林幸子
水族館プロデューサーの根岸那由の母。
根岸萌
演 - 金子莉彩
水族館プロデューサーの根岸那由の娘。根岸亜紀の孫娘。心臓病を抱えている。
笠原英伍
演 - 岡田浩暉（第8話・最終話）
リモートダイビングVRの開発を指揮し、瀬能の父を知る人物。
玉井千里
演 - 森優理斗
玉井千英の息子。

#### 第8話
戸塚明男
演 - 田辺誠一
総合レジャー施設「ホテル花水木」の支配人。
戸塚明美（とつか あけみ）
演 - 島崎遥香
明男の娘。
八島
演 - 不破万作
関根釣具店店員。

#### 最終話
工藤
演 - 味方良介
神田と同期の海上保安官。佐久間の秘書。
楢原
演 - 福澤朗
東都重工社長。

## スタッフ
- Based on a concept created by Ilan Ulmer、Samuel Goldberg
- Created by TBS、Keshet International、Facet4 Media and Yumiko Aoyagi
- 脚本 - 青柳祐美子、小谷暢亮、谷口純一郎、小澤俊介
- 脚本協力 - 宮本勇人
- 演出 - 田中健太、青山貴洋、宮崎陽平
- 主題歌 - Lizabet「Another Day Goes By」（エピックレコードジャパン〈ソニー・ミュージックレーベルズ〉）[38][39]
- 音楽 - 木村秀彬
- 選曲 - 御園雅也
- マリン監督 - 中村勝
- ブリンプオペレーター - 五島三徳
- 水中撮影 - 大嶋良教
- 警察監修 - 大澤良州
- 警察指導 - 石坂隆昌
- 法医学監修 - 雨宮正欣
- アクションコーディネート - 劔持誠
- プロデューサー - 伊與田英徳、関川友理、佐久間晃嗣
- ゼネラルプロデューサー - 貴島誠一郎
- 共同制作 - ケシェット・インターナショナル（英語版）、ファセット4メディア[注 3]
- エグゼクティブプロデューサー - Ilan Ulmer、Samuel Goldberg（ケシェット・インターナショナル）、Atar Dekel（ファセット4メディア）、Anna-Sue Greenberg、Stephen Greenberg[40]、安倍純子、安田淳
- 特別協力 - 海上保安庁
- 製作著作 - TBS

## 放送日程
| 放送回                                                                       | 放送日  | サブタイトル | 脚本                           | 演出                       | 視聴率 |
| ---------------------------------------------------------------------------- | ------- | --- | ------------------------------ | -------------------------- | ------ |
| 第1話                                                                        | 1月16日 | ダークヒーロー刑事 手錠を持ったダイバー ダムに沈んだ街の涙                                                                                                 | 青柳祐美子 小谷暢亮 谷口純一郎 | 田中健太                   | 16.8%  |
| 第2話                                                                        | 1月23日 | ダイバー刑事! 涙! アワビ密漁者が殺人!? 俺は犯人じゃない!                                                                                                   | 青柳祐美子 小谷暢亮 小澤俊介   | 田中健太                   | 15.2%  |
| 第3話                                                                        | 1月30日 | 逃したテロリストを捕まえろ! 仲間のため命を懸けた涙の決断!! 衝撃のエンディング                                                                              | 青柳祐美子 小谷暢亮            | 青山貴洋                   | 15.2%  |
| 第4話                                                                        | 2月13日 | 仲間を殺した犯人を逮捕しろ! 涙の捜査!! 隊長の過去〜新事実                                                                                                  | 青柳祐美子 小谷暢亮            | 青山貴洋                   | 13.9%  |
| 第5話                                                                        | 2月20日 | 隊長が大ピンチ!! 親友が生きていた! 衝撃の再会 | 青柳祐美子 小谷暢亮 谷口純一郎 | 田中健太                   | 11.8%  |
| 第6話                                                                        | 2月27日 | 水族館で事件! 恋人の死の裏側〜バディが生きていた! | 青柳祐美子 小谷暢亮 小澤俊介   | 青山貴洋                   | 13.9%  |
| 第7話                                                                        | 3月06日 | 最終章! 水族館が爆破!? 少女を守れ〜母親の愛に号泣! | 青柳祐美子 小谷暢亮 小澤俊介   | 宮崎陽平                   | 13.4%  |
| 第8話                                                                        | 3月13日 | 最終回前〜隊長の命の危機! 温泉極秘捜査 涙の親子愛! | 青柳祐美子 小谷暢亮 小澤俊介   | 田中健太                   | 14.6%  |
| 最終話                                                                       | 3月20日 | 最終回スペシャル! 水中バトルの結末は? 15分で爆発! 瀬能を助けろ!! 隊長の命も!? 日本を守るためDCUが命をかける感動巨編 過去の謎? 犯人は誰? 涙の訳は? 今夜完結 | 青柳祐美子 小谷暢亮            | 田中健太 青山貴洋 宮崎陽平 | 15.1%  |
| 平均視聴率 14.4%（視聴率はビデオリサーチ調べ、関東地区・世帯・リアルタイム） |         | |                                |                            |        |

- 初回は25分拡大（21時 - 22時19分）。
- 第2話・第3話は15分拡大（21時 - 22時9分）。
- 最終話は54分拡大（21時 - 22時48分）。
- 2月6日は『北京オリンピック』中継のため、休止。